# Dave Baksh
David Nizaam Baksh, noto anche con lo pseudonimo di Brownsound (Toronto, 26 luglio 1980), è un chitarrista, cantante e produttore discografico canadese.
Dal 2006 è stato il chitarrista principale e seconda voce della band heavy metal-reggae Brown Brigade, ma è più famoso per essere il chitarrista principale del gruppo pop punk canadese Sum 41.

## Biografia
La famiglia di Baksh, originari dell'India orientale, è emigrata dalla Guyana in Canada prima della sua nascita.

### Sum 41
Baksh è entrato a far parte della band come terzo membro, dopo che Deryck Whibley e Steve Jocz avevano formato la band nell'estate del 1996. Oltre ad essere stato il chitarrista principale, si è anche occupato della voce di sottofondo. Solitamente con la band suonava una Paul Reed Smith McCarty Double Cut Solid body, ma anche Paul Reed Smith Single Cuts, Gibson Les Paul e una Gibson Les Paul studio (bianco alpino). Per i pedali utilizzava MXR Effects, un Digitech Whammy, e distorsori Dunlop. Usa inoltre amplificatori Marshall.
Baksh prese il nome di Pleasure nella band alter ego dei Sum 41, i Pain for Pleasure, oltre che il soprannome Dave Brownsound Baksh.
L'11 maggio 2006 Baksh annunciò attraverso un comunicato del manager che avrebbe lasciato i Sum 41 per ragioni personali. Spiegò che non avrebbe potuto esprimere se stesso nell'abilità con la chitarra senza essere un peso per il gruppo. Durante la pausa dopo Chuck, decise che era tempo di lasciare i Sum 41 per fondare una nuova band, i Brown Brigade, con il cugino Vaughn, in cui suonò come chitarra principale e voce. In questo periodo ha inoltre l'occasione di suonare con altre band come Black Cat Attack, Blackjacket e Organ Thieves, quest'ultimo formato con i vecchi compagni nei Brown Brigade Chuck Coles e John Owens.
Torna a suonare con i Sum 41 dopo 9 anni nel luglio 2015, in occasione degli Alternative Press Music Awards, per poi annunciare che è definitivamente tornato a far parte della band.

## Vita privata
È stato sposato con Jennifer Baksh, da cui ha poi divorziato nel periodo di allontanamento dai Sum 41. Ha avuto problemi di dipendenza da droga, risolti anch'essi dopo la sua uscita dalla band canadese.

## Discografia

### Con i Sum 41
Album in studio
- 2001 – All Killer No Filler
- 2002 – Does This Look Infected?
- 2004 – Chuck
- 2016 – 13 Voices
- 2019 - Order in Decline

Album dal vivo
- 2005 – Go Chuck Yourself

Raccolte
- 2008 – 8 Years of Blood, Sake and Tears: The Best of Sum 41 2000-2008

### Con i Brown Brigade
Album in studio
- 2007 – Into the Mouth of Badd(d)ness

EP
- 2006 – Appetizer for Destruction

### Con gli Organ Thieves
Album in studio
- 2012 – Somewhere Between Free Men and Slaves

EP
- 2009 – God's Favorite Sons

### Con i Black Cat Attack
EP
- 2012 – Vamparty
- 2014 – Lonely Horror Stories
- 2014 – Bright Side of the Moon